# 3209-es mellékút (Magyarország)
A 3209-es számú mellékút egy csaknem 31 kilométeres hosszúságú, négy számjegyű mellékút Heves vármegye és Jász-Nagykun-Szolnok vármegye határvidékén; Heves városától húzódik Kisköre érintésével egészen Tiszabura Pusztataskony nevű településrészéig.

## Nyomvonala
A 31-es főútból ágazik ki, annak a 111+800-as kilométerszelvénye közelében, Heves központjában, dél felé. Első szakasza a Petőfi Sándor utca nevet viseli, majd egy iránytörés után Dobó István utca lesz neve, így húzódik a belterület délkeleti széléig, amit mintegy 800 méter után ér el. 2,5 kilométer után éri el a Hevesi Füves Puszták Tájvédelmi Körzet Hevesi-gyepek nevű területrészét, egy ideig a védett terület nyugati szélén halad, majd be is lép a határai közé és jó egy kilométeren át ott halad.
4,4 kilométer után lép ki a város, s egyben a tájvédelmi körzet területéről, s Hevesvezekény határai között folytatódik. 6,5 kilométer után éri el a községet, ahol Fő út néven halad végig; közben – mintegy 7,6 kilométer után – kiágazik belőle az a számozatlan önkormányzati út (Liliom út), amely a Debrecen–Füzesabony-vasútvonal Hevesvezekény megállóhelyének közúti elérését biztosítja. 8,2 kilométer megtétele után lép ki a belterületről, 8,9 kilométer után pedig átlép Tarnaszentmiklós területére.
A községhatár átszelésével ismét eléri a tájvédelmi körzetet, annak Hamvajárás nevű területrésze mellett halad, a nyugati határát követve. A tizedik kilométerét elhagyva az addig délkeletnek haladó út egy elágazáshoz ér: dél-délnyugat felől beletorkollik a 32 111-es számú mellékút – ez Hevestől vezet Pélyig, majd onnan Tarnaszentmiklós központján át húzódik idáig, több mint 20 kilométeren keresztül –, maga a 3209-es út pedig egy éles irányváltással északkeletnek fordul. 10,9 kilométer után keresztezi a vasutat – előtte még kiágazik belőle a 32 311-es számú mellékút Tarnaszentmiklós vasútállomás kiszolgálására – a 12+750-es kilométerszelvénye táján pedig újabb elágazása és irányváltása következik: visszatér a többé-kevésbé délkeleti irányhoz és kiágazik belőle – lényegében az eddigi, északkeleti irányát követve – a Kömlő központjába vezető 3211-es út.
Még a 13. kilométere előtt elhalad Kömlő, Tarnaszentmiklós és Kisköre hármashatára mellett, majd e két utóbbi határvonalát kíséri, közel 3 kilométeren át. Kevéssel a 16. kilométere előtt ér teljesen kiskörei területre, ahol újból délebbnek fordul. A 19. kilométerét elhagyva egy enyhe irányváltása és egyben egy kisebb elágazása is van. ott lehet letérni nyugati irányban Rákhát településrész felé, melynek régebben saját vasúti megállója is volt. A 22. kilométerét elhagyva átszeli a Jászsági-főcsatorna folyását, s még a 23. kilométere előtt eléri Kisköre első házait, melyek között a Kinizsi Pál út nevet veszi fel. A belterület északi részén kiágazik belőle északkelet felé a 3213-as út, mely Poroszlóig vezet, a központban pedig nyugati irányban a 32 312-es számú mellékút, mely Kisköre vasútállomás közúti elérését teszi lehetővé. Ezután két, közel derékszögű irányváltással Széchenyi István út, majd Mátyás király út lesz a neve, így hagyja el a kisváros lakott területét, mintegy 24,4 kilométer után.
25,4 kilométer után átszeli azt az iparvágányt, amely a kiskörei vízerőművet szolgálja ki, a 26. kilométere közelében pedig újból eléri a vasútvonalat és amellé simul. Elhalad Kisköre-Tiszahíd megállóhely térsége mellett, majd annak nyomvonalára rácsatlakozva áthalad a Tisza felett, a kiskörei Tisza-hídon. A folyó túlsó, bal partját már Jász-Nagykun-Szolnok vármegyei, ezen belül tiszaburai területen éri el, s az ottani árvízvédelmi töltés vonalát elhagyva hamarosan délnek fordul, ezzel eltávolodva a vasúti vágányoktól. 28,9 kilométer után éri el Pusztataskony településrészt, ahol Szapáry Gyula utca lesz a neve; nem sokkal ezután pedig véget is ér, a 3216-os útba beletorkollva, annak a 34+200-as kilométerszelvénye közelében.
Teljes hossza, az országos közutak térképes nyilvántartását szolgáló kira.kozut.hu adatbázisa szerint 30,828 kilométer.

## Története
1948-ban építették ki szilárd burkolatú (kövezett) útként, majd az 1979 júliusa és októbere közt lezajlott felújításakor betonburkolatot kapott. Eddigi utolsó felújítása 2009-ben történt. 

## Települések az út mentén
- Heves
- Hevesvezekény
- (Tarnaszentmiklós)
- (Kömlő)
- Kisköre
- Tiszabura